# Riu Saint Francis
El riu Saint Francis és un afluent del riu Mississipi, de 684 km de llargària, al sud-est de Missouri i al nord-est d'Arkansas als Estats Units. El riu drena una àrea majoritàriament rural amb una conca de 19.600 km² i fa frontera entre els estats de Missouri i Arkansas al llarg del costat occidental del Missouri Bootheel.
El riu neix a la zona granítica del parc estatal Elephant Rocks, al comtat d'Iron (Missouri) i flueix generalment cap al sud a través dels Ozarks i les muntanyes de St. François, prop del punt més alt de Missouri, Taum Sauk.
Passa pel llac Wappapello, tancat per una presa construïda l'any 1941. Aigües avall, el riu serpenteja a través de canyars, aiguamolls i boscos pantanosos de salzes, transformant-se en un riu lent, fangós i carregat de llims a mesura que s'endinsa a les terres planes de l'aiguabarreig del Mississipi.
En el seu curs baix, el riu corre paral·lel a Crowleys Ridge i forma part d'un projecte de navegació i control d'inundacions que inclou una xarxa de canals de desviament i séquies al llarg del mateix riu i dels rius Castor i Little. Per sota de l'afluència del riu Little, al comtat de Poinsett (Arkansas), el St.Francis és navegable amb barcasses. S'uneix al riu Mississipi al comtat de Phillips (Arkansas), a 11 km al nord d'Helena .
Al llarg del seu curs a Missouri, el riu travessa el bosc nacional de Mark Twain i passa pel parc estatal Sam A. Baker i les ciutats de Farmington, Greenville i Fisk.
A l'estat d'Arkansas passa per les ciutats de St. Francis, Lake City, Marked Tree i Parkin i continua pel comtat i pel municipi de St. Francis al nord-est del comtat de Phillips, acabant el seu curs a la vora del Bosc Nacional St. Francis.
A més del Little River, els afluents del riu St. Francis són: el Little St. Francis River, al seu curs superior a Missouri, el riu Tyronza, a Arkansas i el riu L'Anguille, que aflueix gairebé a la seva desembocadura.